# Polémique des sœurs Press
La polémique des sœurs Press vise le duo des sœurs Press : Irina Press et sa sœur aînée Tamara sont d'anciennes athlètes soviétiques des années 60 aux performances sportives extraordinaires, accusées en pleine guerre froide par le bloc capitaliste d'être intersexes, dopées à la testostérone, ou transgenres.

## Biographie
Les soeurs Press naissent à Kharkov. Leur père meurt tué par les Nazis en 1942, tandis que leur mère fuit avec elles à Samarkande où elles commencent à pratiquer l'athlétisme. En 1942, des documents d'évacuation indiquent que Tamara et Irina sont des filles âgées de 3 et 5 ans. En 1955, elles déménagent à Leningrad pour s'entraîner sous Viktor Alekseyev.
Tamara Press est une lanceuse de disque et de marteau, tandis qu'Irina est heptathlète. Elles sont toutes les deux championnes du monde et détiennent des records du monde.

## Rumeur sur leur sexe
Le magazine américain Life publie un long dossier où les soeurs musclées au physique androgyne sont comparées, par des propos et des photographies, aux sportives féminines de l'équipe des États-Unis.
Il se disait que le genre des deux sœurs ne pouvait être déterminé. Certains pensent qu'elles sont secrètement des hommes, d'autres qu'elles sont intersexe. Une autre rumeur veut qu'elles soient soumises à des injections de testostérone par le gouvernement soviétique dans le cadre d'un plan de dopage d'État. Leurs détracteurs les surnomment les frères Press. 
L'établissement du genre des athlètes devient obligatoire en 1968 (ce test de féminité a été abandonné à Sydney en 2000). Les deux sœurs prennent leur retraite sportive juste avant de devoir s'y soumettre, ce qui attise les rumeurs.

## Postérité

### Pour les soeurs Press
Irina s'engagea dans les troupes de frontière du KGB et devint officière. Tamara devint ingénieure civile et écrivit plusieurs livres sur le sujet ainsi que sur le sport. Elles occupent par la suite des fonctions honorifiques au bureau des sports russes.

### Dans le sport
Les tests de fémininité sont obligatoires de 1968 à 2000 et visent à déterminer si une sportive professionnelle ne serait pas intersexuée ou de sexe masculin.